# David Bransdon
David Bransdon (Wauchope, NSW, 28 oktober 1973) is een golfprofessional uit Australië. 

## Amateur

### Gewonnen
- 1993: Victorian Amateur,
- 1994: New South Wales Amateur

## Professional
Bransdon werd in 1995 professional. 
De eerste jaren en ook weer van 2005 tot 2009 speelde hij op de Aziatische Tour en in 2006 en 2007 had hij een Tourkaart op de Europese Tour, maar twee top-10 plaatsen waren daar niet genoeg om dat speelrecht te behouden.

### Gewonnen
Aziatische Tour
- 1999: Samoa Open
- 2000: Samoa Open
- 2000: Tahiti Open